# Sinomicrurus japonicus
Sinomicrurus japonicus (jap. ヒャン Hyan) ist eine Schlangenart aus der Familie der Giftnattern, die im Süden Japans verbreitet ist.

## Merkmale und Lebensweise
Sinomicrurus japonicus

Link zum Bild

Giftnattern produzieren ein giftiges Sekret, welches über die Giftzähne in ein Beutetier oder in einem Kampf injiziert werden kann.
Die Gesamtlänge der Art beträgt 30–60 cm. Die Körperfarbe ist orange mit fünf schwarzen vertikalen Streifen. Der Schwanz ist kurz und spitz.
Die Schlangenart lebt auf der Erdoberfläche immergrüner Laubwälder in den Bergen. Wenn sie von einem Feind angegriffen wird, droht sie, indem sie den Gegner mit der Schwanzspitze stößt.
Die Ernährung besteht aus Kleintieren, hauptsächlich Reptilien wie beispielsweise Blindschleichen. Die Paarungszeit ist im April und die Weibchen legen im Juni 2 bis 4 Eier.

## Verbreitungsgebiet und Gefährdungsstatus

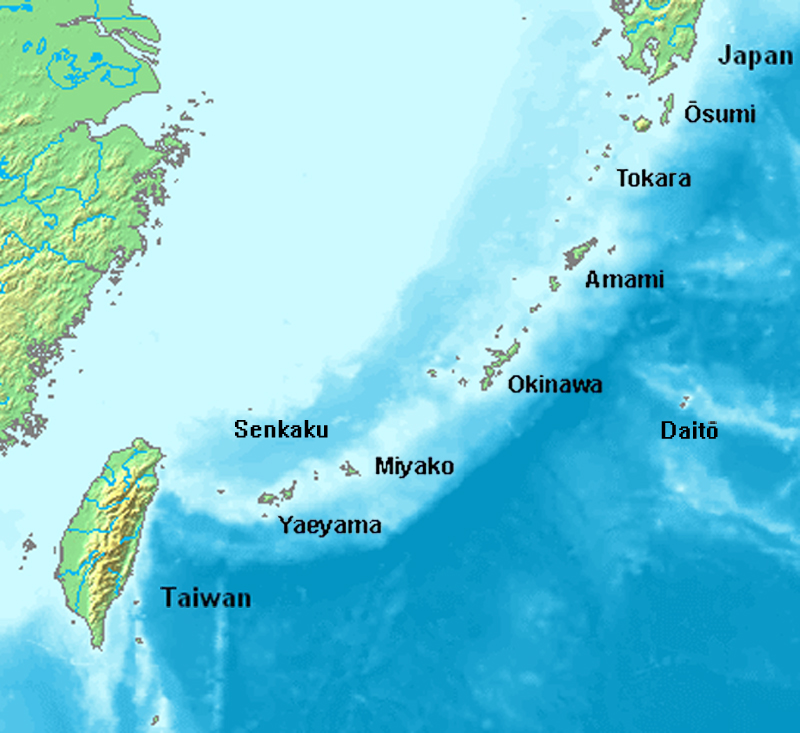
Lage der Amami- und Okinawa-Inseln

Die Art ist in Japan endemisch, wo sie auf den Amami-Inseln und Okinawa-Inseln (u. a. Kume-jima) verbreitet ist.
Sie wird von der IUCN und der nationalen Roten Liste gefährdeter Reptilien Japans als potentiell gefährdet eingestuft (Near Threatened).

## Systematik
Die Familie der Giftnattern umfasst mehr als 380 Arten. Zur Gattung Sinomicrurus gehören acht Arten. Die Art wurde zuvor auch in die Gattungen Hemibungarus oder Calliophis eingeordnet.
Es werden zwei Unterarten unterschieden:
- Sinomicrurus japonicus boettgeri (Fritze 1894)
- Sinomicrurus japonicus japonicus (Günther 1868)

Die Unterart S. j. boettgeri (jap. ハイ Hai) ist auf der Insel Tokunoshima der Amami-Inseln, sowie auf Okinawa-jima, Gushikawa-jima, und Okinawa-jima der Okinawa-Inseln verbreitet. Sie ist nach dem deutschen Herpetologen Oskar Böttger benannt. Sinomicrurus japonicus boettgeri wird auf Japanisch auch spezifischer Okinawa Hai genannt. "Hai" bedeutet im okinawanischen Dialekt "Sonnenschein".
Die Unterart S. j. japonicus ist die Nominatform (ヒャン Hyan). Sie ist auf den Amami-Inseln Amami Ōshima, Kakeroma-jima, Yoro-jima und Uke-jima verbreitet. Die japanische Bezeichnung "Hyan" bedeutet im Amami-Dialekt "Sonnenschein".
Eine weitere Unterart Sinomicrurus japonicus takarai (jap. クメジマハイ Kumejima-Hai) wurde mit S. j. boettgeri zusammengefasst.

## Weiterführende Literatur
- Hidetoshi Ōta. 2014a. Japanese coral snake. In: Ministry of the Environment (ed.), Red Data Book 2014. – Threatened Wildlife of Japan - Vol.3, Reptilia/Amphibia, GYOSEI Corporation, Tokyo.
- Hidetoshi Ota. 2014b. Okinawan coral snake. In: Ministry of the Environment (ed.), Red Data Book 2014. – Threatened Wildlife of Japan - Vol.3, Reptilia/Amphibia, GYOSEI Corporation, Tokyo.
- Hidetoshi Ota. 2014c. Takara’s coral snake. In: Ministry of the Environment (ed.), Red Data Book 2014. – Threatened Wildlife of Japan - Vol.3, Reptilia/Amphibia, GYOSEI Corporation, Tokyo.
- Hidetoshi Ota, Akiko Ito und Jun-Tsong Lin. 1999. Systematic review of the elapid snakes allied to Hemibungarus japonicus (Gunther, 1868) in the east Asian islands, with description of a new subspecies from the central Ryukyus. Journal of Herpetology 33(4): 675–687.
- Joseph Bruno Slowinski, Jeff Boundy und Robin Lawson. 2001. The phylogenetic relationships of Asian Coral Snakes (Elapidae: Calliophis and Matricora) based on morphological and molecular characters. Herpetologica 57: 233–245.